# The Brussels Journal

The Brussels Journal, fondé en 2005 par Paul Belien, est un webzine belge qui se présente comme conservateur, et qui est considéré comme proche de l'extrême-droite populiste. Dans le Brussels Journal sont publiés des articles émanant de toutes sortes d'auteurs de Flandre et de l'étranger, traitant de sujets divers, tels que les questions éthiques, le problème des étrangers, la politique internationale, la liberté d'expression, etc. Tandis qu'à sa création bon nombre de sujets concernaient le libéralisme économique, le site s'oriente à l'heure actuelle davantage vers des concepts comme Eurabia et l'islamophobie.
Le blog est bilingue anglais-néerlandais et a des visées internationales, malgré le fait que beaucoup d'attention soit accordée à la politique flamande. Ainsi existe-t-il une partie séparée entièrement néerlandaise.
La principale cheville ouvrière derrière le Brussels Journal est le journaliste flamand conservateur Paul Belien, qui fonda le site comme une alternative aux médias flamands établis. Paul Belien fut le rédacteur en chef de 2005 à 2007, Thomas Landen depuis 2007[réf. nécessaire].
D'après le moteur de recherches Technorati, le Brussels Journal est l'un des 2 000 webzines les plus lus à travers le monde

## Opinions et controverse

### L'affaire des caricatures
Le Brussels Journal fut l'une des premières sources à parler du scandale causé par les caricatures de Mahomet du journal Jyllands-Posten, avant même que l'affaire ne reçoive le moindre écho à l'échelle internationale. Quand l'affaire des caricatures atteignit son paroxysme, en 2006, le Brussels Journal enregistra un nombre record de visiteurs, notamment parce que les dessins incriminés furent publiés sur le site.
Ceci donna lieu à un article dans l'hebdomadaire flamand Knack, dans lequel il était fait allusion à une conjuration néoconservatrice entre Paul Belien et Daniel Pipes, chose que le premier dément.
En 2008, le Brussels Journal publie une photo d'une statue datant de 1685 présente dans l'église Notre-Dame de Termonde et représentant, selon l'auteur de l'article, des anges terrassant le prophète musulman. Cette parution entraine des réactions hostiles dans le monde islamique, notamment dans la presse turque.

### Contacts avec les partis
Selon les créateurs du site, le Brussels Journal est une publication qui n'est liée à aucun parti. Dans les médias, le site est souvent associé au Vlaams Belang, parce que l'épouse du rédacteur en chef Paul Belien, à savoir Alexandra Colen, est représentante du Vlaams Belang à la Chambre. Et Beliën lui-même perçoit des appointements de la part de ce parti. En outre, le système de pensée de Beliën s'accorde fermement avec celui du Vlaams Belang, bien que, ces dernières années, une certaine tension soit apparue dans les relations entre les deux.
Toutefois, certains auteurs et collaborateurs, comme le juriste flamand Matthias Storme, membre du N-VA, l'orientaliste Koenraad Elst, l'ancien reporter de la VRT Jan Neckers, le blogueur libertaire Luc Van Braeckel (VLD) et d'autres, n'appartiennent pas au Vlaams Belang et sont les interprètes d'opinions différentes. Et puis, aussi, il y a les collaborateurs de l'étranger…

### Le meurtre de Joe Van Holsbeeck
Au sujet du meurtre dont a été victime Joe Van Holsbeeck à Bruxelles, Gare centrale, en avril 2006, Paul Belien écrivit un article portant le titre « Geef ons wapens » (i.e. « Donnez-nous des armes »). Dans ce texte, il décrivait les criminels (qui furent reconnus sur des bandes vidéo, lesquelles purent laisser penser qu'il s'agissait de Nord-Africains. Plus tard, il apparut que c'étaient des gitans originaires de Pologne) comme des prédateurs, et il s'en référait à leur éducation, qui les aurait amenés à adopter un comportement violent,.
Le Centre de lutte contre le racisme entama dès lors une procédure à l'encontre de Paul Belien pour infraction à la loi antiracisme, en conséquence de quoi l'article fut retiré. La plainte fut fortement médiatisée et est toujours en cours. On accorde sur le site beaucoup d'attention à cette plainte, qui est souvent mise en relation avec le problème de la liberté d'expression. C'est également l'une des raisons pour lesquelles Beliën a cessé de publier en néerlandais sur le site.

### Liens avec Anders Behring Breivik
En 2011, le parquet fédéral belge ouvre une enquête pour établir la nature des liens entre le Brussels Journal et le terroriste norvégien Anders Behring Breivik dans la mesure où le manifeste de ce dernier comporte des éléments publiés précédemment dans cet organe,,.

### Eurabia
Pour l'instant, le Brussels Journal consacre beaucoup d'attention au concept d'Eurabia, ce qui est surtout le fait de Paul Belien et de Fjordman (un pseudonyme). Selon un certain groupe d'observateurs, le concept d'Eurabia est déjà en lui-même une idée d'extrême droite.

### Idées
Sur le site, le rédacteur en chef Paul Belien donne le ton : on accorde beaucoup d'intérêt à la moralité, à la sécularisation de l'Occident (dont Beliën est un fervent opposant) et à l'islam, qui voit certaines affiches comme une menace.
Le Brussels Journal est considéré par The Jewish Chronicle comme un organe non seulement anti-islamiste mais aussi antimusulman.